# Georges Sorel
Georges Eugène Sorel (n. 2 noiembrie 1847, Cherbourg⁠(d), Basse-Normandie, Franța – d. 29 august 1922, Boulogne, Franța) a fost un filosof și teoretician francez al sindicalismului revoluționar.

## Biografie
S-a născut în Cherbourg, fiul unui comerciant de vinuri în faliment. A studiat la École Polytechnique din Paris. A lucrat ca inginer șef la departamentul de lucrări publice și s-a retras în 1892. A fost de partea apărătorilor lui Dreyfus în timpul cazului Dreyfus.
Sorel a avut legături prietenești cu Antonio Labriola și a scris o prefață la traducerea de către Labriola a Eseurilor asupra concepției materialiste a istoriei. Deși Labriola a atacat lucrarea lui Sorel, cărțile sale au influențat apariția fascismului și au fost apreciate de alți gânditori italieni precum Vilfredo Pareto, Benedetto Croce și Antonio Gramsci.

## Activitatea politică
Sorel fusese monarhist și tradiționalist înainte de a trece la marxismul ortodox în anii 1890; în schimb, el a continuat să susțină valori asociate în mod obișnuit cu conservatorismul. Sorel a încercat să umple lacunele pe care le-a sesizat în teoria marxistă, dar în cele din urmă a creat o variantă extrem de heterodoxă a ideologiei. El a criticat ceea ce considera drept raționalismul lui Marx și tendințele sale utopice, crezând că centrul gândirii lui Marx era mai aproape de creștinismul primitiv decât de revoluția franceză. A respins teoriile marxiste ale materialismului istoric, ale materialismului dialectic și ale internaționalismului. Nu vedea marxismul ca fiind "adevărat" în sens științific, așa cum au făcut marxiștii ortodocși; mai degrabă, era "adevărat" în măsura în care promitea un rol salvator proletariatului, într-o societate în plin declin.
Sorel a fundamentat teoretic sindicalismul revoluționar, definindu-l ca pe o uniune diferită de socialism, de anarhism și de comunism. La fel ca și Pierre-Joseph Proudhon, a văzut socialismul ca pe o chestiune în primul rând morală. El a fost, de asemenea, puternic influențat de Henri Bergson, care a dezvoltat importanța mitului și a criticat materialismul științific; pentru cultul măreției și al urii al lui Friedrich Nietzsche față de mediocritate și pentru capacitatea de a recunoaște corupția în democrația conservatorilor liberali cum ar fi Alexis de Tocqueville, Hippolyte Taine și Ernest Renan. Din aceste motive, Sorel este de obicei asociat atât cu fascismul, cât și cu anarhismul. Pentru reflecțiile sale asupra violenței, Sorel este adesea asociat cu terorismul. Și, în ciuda disprețului său față de social-democrație, Sorel l-a respectat pe Eduard Bernstein și a fost de acord cu multe dintre criticile acestuia aduse marxismului ortodox, fapt pentru care a fost asociat cu revizioniștii și, de asemenea, cu noua stângă.

## Opera
- Sorel, Georges (1935). Reflexiones sobre la violencia. Santiago de Chile: Ercilla.
- Sorel, Georges. Sindicalismo revolucionario. Barcelona: Ediciones Nueva República. ISBN 84-933062-9-0.
- Kersffeld, Daniel (2004). Georges Sorel: apóstol de la violencia. Buenos Aires: Ediciones del Signo.
- Sorel, Georges (2013). Descompunerea marxismului Arhivat în 14 septembrie 2017, la Wayback Machine. tradusă de Mikael Gómez Guthart. Buenos Aires : Ediții Godot. ISBN 978-987-1489-75-6